# Domiechowice
Domiechowice – wieś w Polsce położona w województwie łódzkim, w powiecie bełchatowskim, w gminie Bełchatów.
1 lutego 1977 wschodnią część Domiechowic (361 ha) włączono do Bełchatowa.
W latach 1954–1972 wieś należała i była siedzibą władz gromady Domiechowice. W latach 1975–1998 miejscowość administracyjnie należała do województwa piotrkowskiego.

## Historia
Pierwsze wzmianki o miejscowości pochodzą z XIV wieku. W 1390 właścicielem Domiechowic był Miczek Domiechowski herbu Prawdzic. Na początku XVI wieku należały do dóbr rodziny Bąków, herbu Zadora, a w 1502 objął je Jarosław Łaski, herbu Korab – były to dobra jego drugiej żony (od ok. 1486), Zuzanny, córki kasztelana rozpierskiego Zbigniewa Bąka. W latach 1552–1553 z Domiechowic od 9 osadników i 8 łanów pobór płacił Jan Broniowski. Znajdowała się tu wówczas karczma. W latach 1783–1784 Domiechowice należały do rodziny Białobrzeskich herbu Abdank.
W XIX wieku Domiechowice były wsią i folwarkiem w powiecie piotrkowskim, gminie Bełchatówek i parafii Parzno. Folwark posiadał gorzelnie. W 1828 roku podatek ze wsi do Kasy Obwodu Piotrkowskiego opłacał Stanisław Kaczkowski. W 1827 znajdowało się tu 13 dymów i 130 mieszkańców. W 1867 dobra domiechowskie obejmowały ok. 1230 ha (2196 mórg) ziemi folwarcznej, a wieś miała 55 osad i ok. 161 ha gruntu (288 mórg).
W XIX wieku wieś należała do Wilhelma Krebsa, po którym została odziedziczona przez syna – Fryderyka. W 1901 właścicielem Domiechowic został Stanisław Pieniążek. On zapewne wybudował obecnie istniejący dwór. Po nim od 1929 majątkiem zarządzał jego syn Stefan wraz z macochą. W czasie II wojny światowej Domiechowice zajęli Niemcy, wysiedlając rodzinę Pieniążków. Ci przenieśli się do Woli Krzysztoporskiej, gdzie Stefan pełnił w tamtejszym majątku funkcję rządcy.
Po 1945 dwór z parkiem przejęło państwo, a majątek ziemski uległ parcelacji. W tym czasie rozebrano otaczający park parkan, a także niektóre budynki gospodarcze. W dworze mieściła się do 1962 szkoła podstawowa. Bezpośrednio po wojnie funkcjonowała tam również 3-klasowa wieczorowa szkoła rolnicza. Miała tu także siedzibę Gromadzka Rada Narodowa. Później znajdowały się tu mieszkania dla nauczycieli. W 1974 roku zespół parkowy przejął ośrodek wypoczynkowy Kopalni Węgla Brunatnego w Bełchatowie (dwór na własność, a park w użytkowanie wieczyste), która w 1999 odsprzedała go obecnemu właścicielowi. 

## Zabytki
Według rejestru zabytków Narodowego Instytutu Dziedzictwa na listę zabytków wpisany jest obiekt:
- park dworski, XIX, 1974, nr rej.: 385 z 14.11.1987